# جوليا كاميرون
جوليا كاميرون (بالإنجليزية: Julia Cameron)‏ (4 مارس 1948 في الولايات المتحدة)؛ كاتِبة، سيناريست، مخرجة أفلام، شاعرة وروائية أمريكية. درست في جامعة فوردهام.

## روابط خارجية
- جوليا كاميرون على موقع IMDb (الإنجليزية)
- جوليا كاميرون على موقع ألو سيني (الفرنسية)
- جوليا كاميرون على موقع أول موفي (الإنجليزية)
- جوليا كاميرون على موقع قاعدة بيانات الفيلم (الإنجليزية)
- جوليا كاميرون على موقع كينوبويسك (الروسية)